# Ropa (gemeente)
De gemeente Ropa is een landgemeente in het Poolse woiwodschap Klein-Polen, in powiat Gorlicki.
De zetel van de gemeente is in Ropa.
Op 30 juni 2004 telde de gemeente 5051 inwoners.

## Oppervlakte gegevens
In 2002 bedroeg de totale oppervlakte van gemeente Ropa 49,09 km², waarvan:
- agrarisch gebied: 59%
- bossen: 34%

De gemeente beslaat 5,07% van de totale oppervlakte van de powiat.

## Administratieve plaatsen (sołectwo)
- Klimkówka
- Łosie
- Ropa

## Demografie
Stand op 30 juni 2004:
| Omschrijving                   | Totaal | Totaal | Vrouwen | Vrouwen | Mannen | Mannen |
| ------------------------------ | ------ | ------ | ------- | ------- | ------ | ------ |
| eenheid                        | aantal | %      | aantal  | %       | aantal | %      |
| inwoners                       | 5051   | 100    | 2524    | 50      | 2527   | 50     |
| bevolkingsdichtheid (inw./km²) | 102,9  | 102,9  | 51,4    | 51,4    | 51,5   | 51,5   |

In 2002 bedroeg het gemiddelde inkomen per inwoner 1344,35 zł.

## Aangrenzende gemeenten
Gorlice, Grybów, Uście Gorlickie